# Schopfpinguine

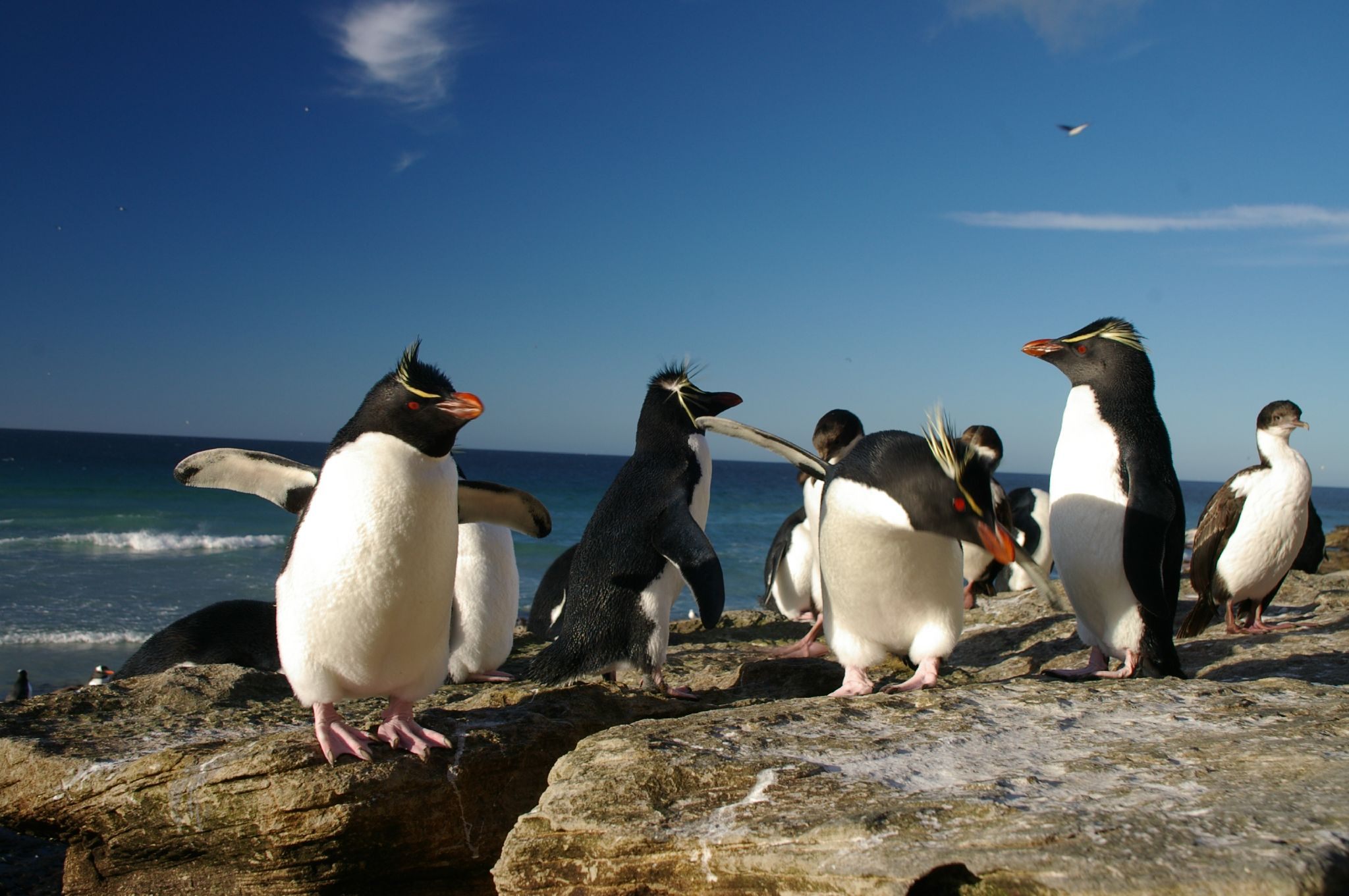
Felsenpinguine auf Saunders Island

Die Schopfpinguine (Eudyptes) sind eine Vogelgattung aus der Familie der Pinguine (Spheniscidae). Die Schopfpinguine sind mit sieben Arten die größte Pinguingattung. In älterer Literatur wird die Artenzahl regelmäßig noch mit nur sechs Arten angegeben, da die taxonomische Einordnung des Tristanpinguins erst seit 2006 allgemein anerkannt wird.
Schopfpinguine stellen etwa 45 Prozent des Weltbestandes an Pinguinen dar und werden insgesamt auf über 28 Millionen Brutpaare geschätzt. Zur Gattung gehören mit dem Goldschopfpinguin sowohl eine der zahlenmäßig häufigsten Pinguinarten als auch mit dem Dickschnabelpinguin eine der am stärksten bedrohten Arten unter den Pinguinen. Ihr engster Verwandter unter den rezenten Pinguinarten ist der Gelbaugenpinguin, der zu den drei seltensten Pinguinarten gehört.

## Merkmale
Schopfpinguine haben typischerweise einen dunklen Kopf. Eine Ausnahme stellt lediglich der Haubenpinguin dar, dessen Gesicht weiß ist und der nur einen dunklen Oberkopf hat. Allen Arten gemeinsam sind gelbe Schmuckfedern im Gesicht. Diese können wie beim Felsenpinguin mehrere Zentimeter lang sein. Beim Kronenpinguin sind die Schmuckfedern dagegen deutlich verkürzt, können aber von ihm aufgestellt werden.

## Lebensweise
Schopfpinguine weisen eine Reihe gemeinsamer Verhaltensmerkmale auf. Grundsätzlich erreichen sie die Geschlechtsreife nicht, bevor sie ein Lebensalter von fünf bis sechs Jahren erreicht haben. Sowohl der Haubenpinguin als auch der Goldschopfpinguin brüten sogar erst in einem Alter von sieben bis neun Jahren das erste Mal.
Ihre Kolonien bestehen nur während der Brutsaison. Bei allen Arten kommt es zur obligaten Brutverringerung, was bei allen Pinguinarten, deren Gelege aus zwei Eiern besteht, nur bei den Schopfpinguinen vorkommt: Obwohl immer zwei Eier gelegt werden, wird meist nur ein Jungtier aufgezogen, um eine ungünstige Nahrungsaufteilung, bei der am Ende keines der Jungtiere genug Nahrung erhält, zu vermeiden. In der Regel schlüpft nur ein Jungvogel. Sehr häufig wird das erstgelegte Ei von einem der Elternvögel – meist vom Weibchen – entfernt oder geht während der Brutablösung verloren. Schlüpfen beide Jungvögel, ist es normalerweise das Küken des ersten Eis, das innerhalb von zehn Tagen verhungert, weil es nicht von den Elternvögeln gefüttert wird. Es gibt bis jetzt nur einen belegten Fall, in dem Snaresinselpinguine beide Jungvögel großzogen.

## Arten
Die folgenden Arten gehören zu den Schopfpinguinen:

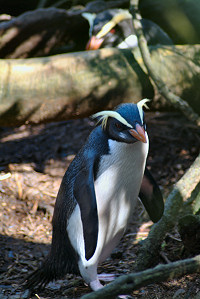
Dickschnabelpinguin Eudyptes pachyrhynchus
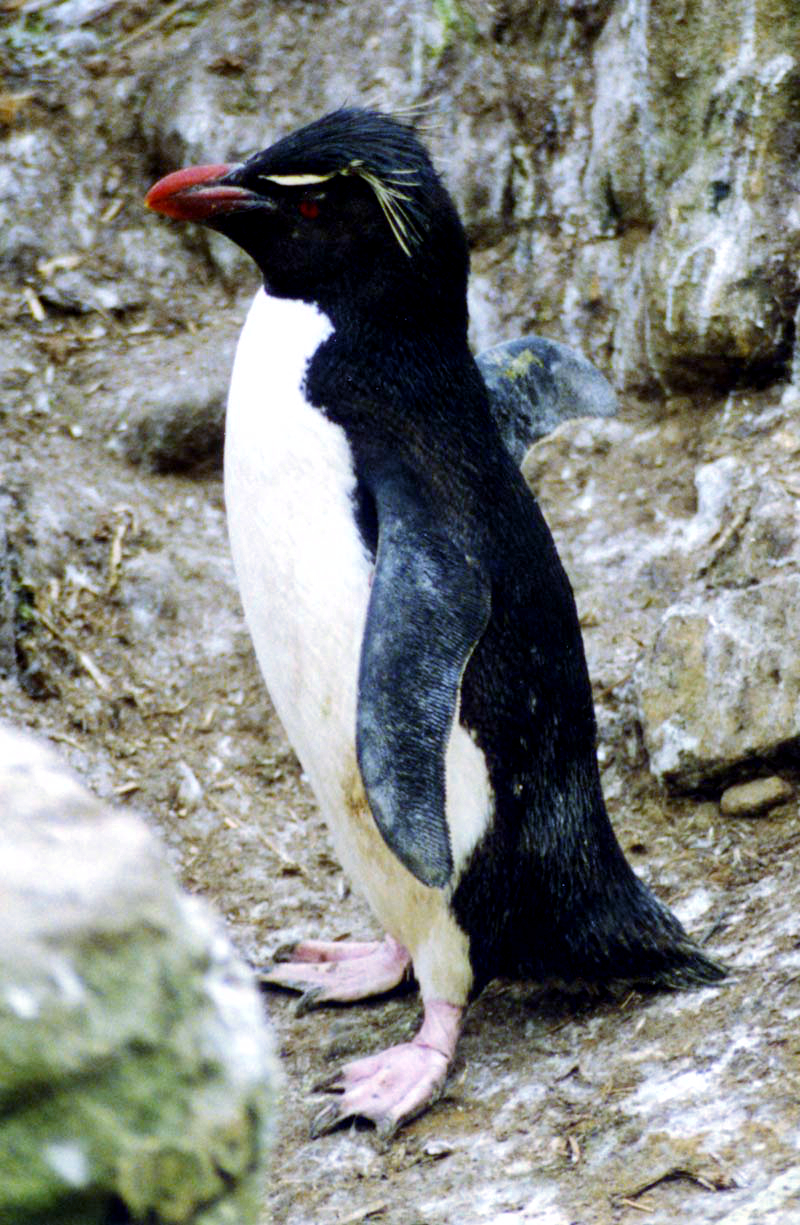
Felsenpinguin Eudyptes chrysocome
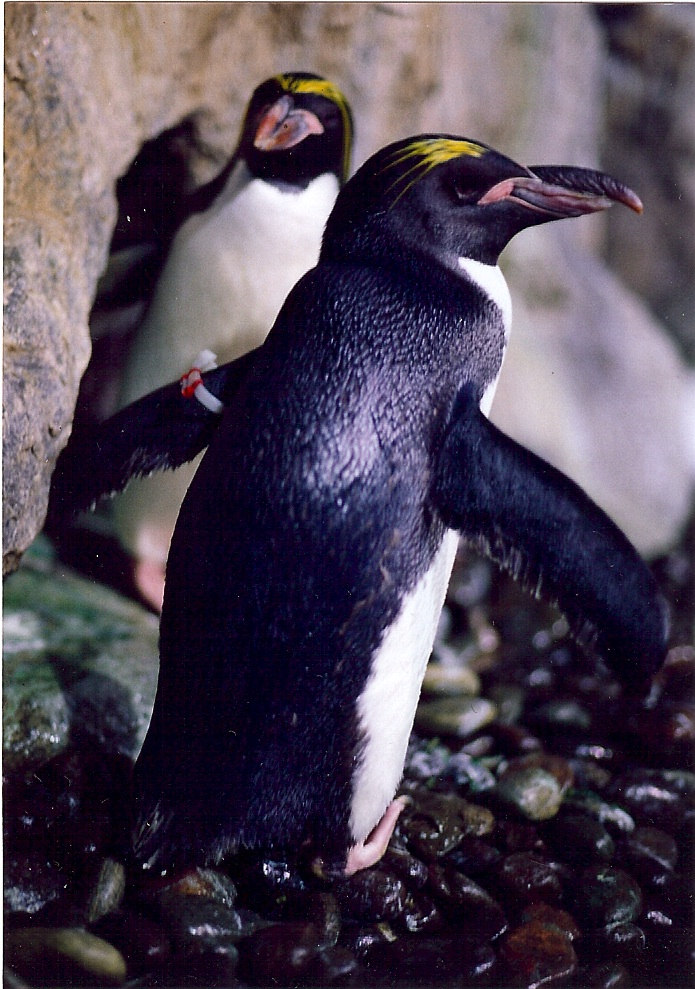
Goldschopfpinguin Eudyptes chrysolophus
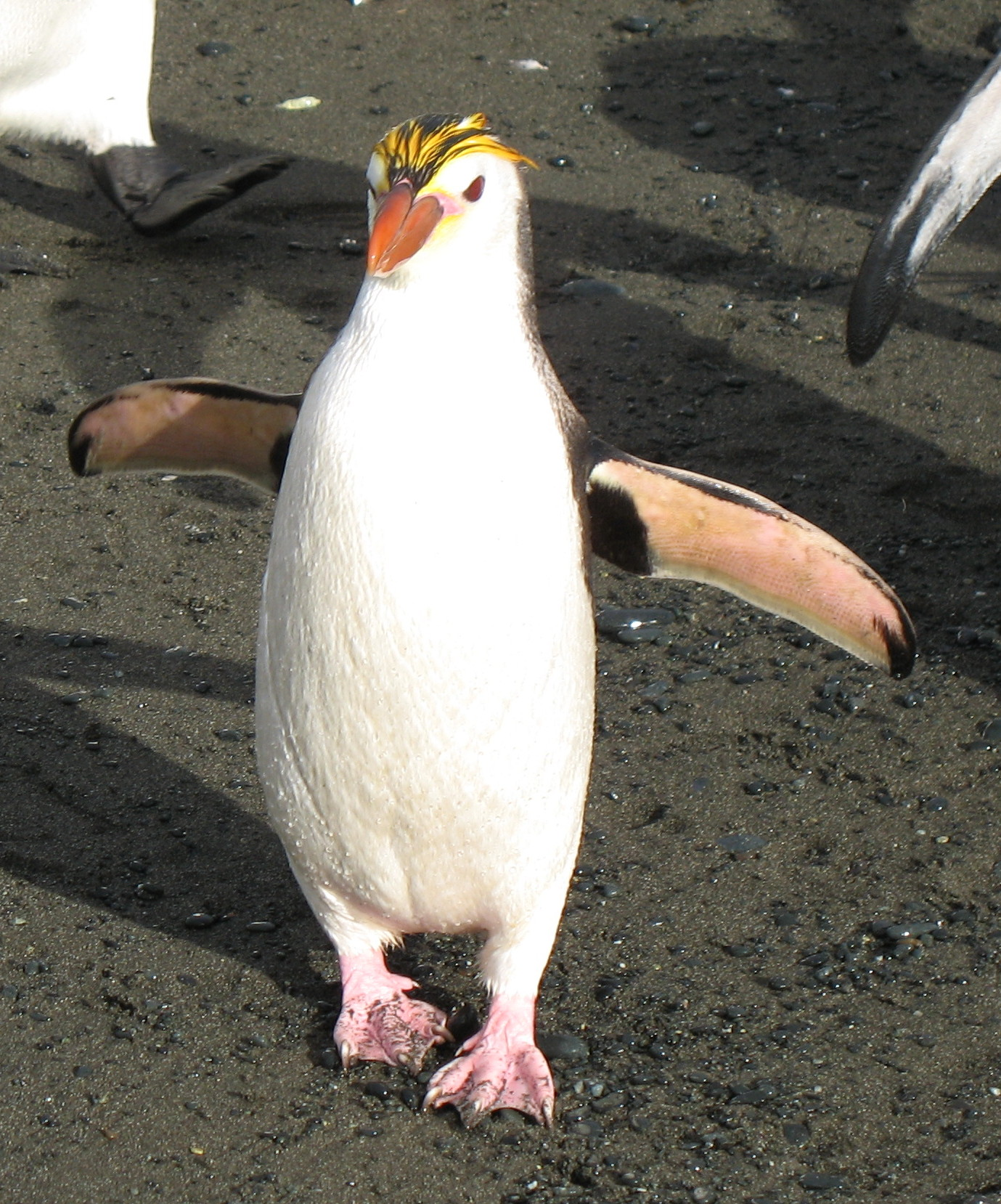
Haubenpinguin Eudyptes schlegeli
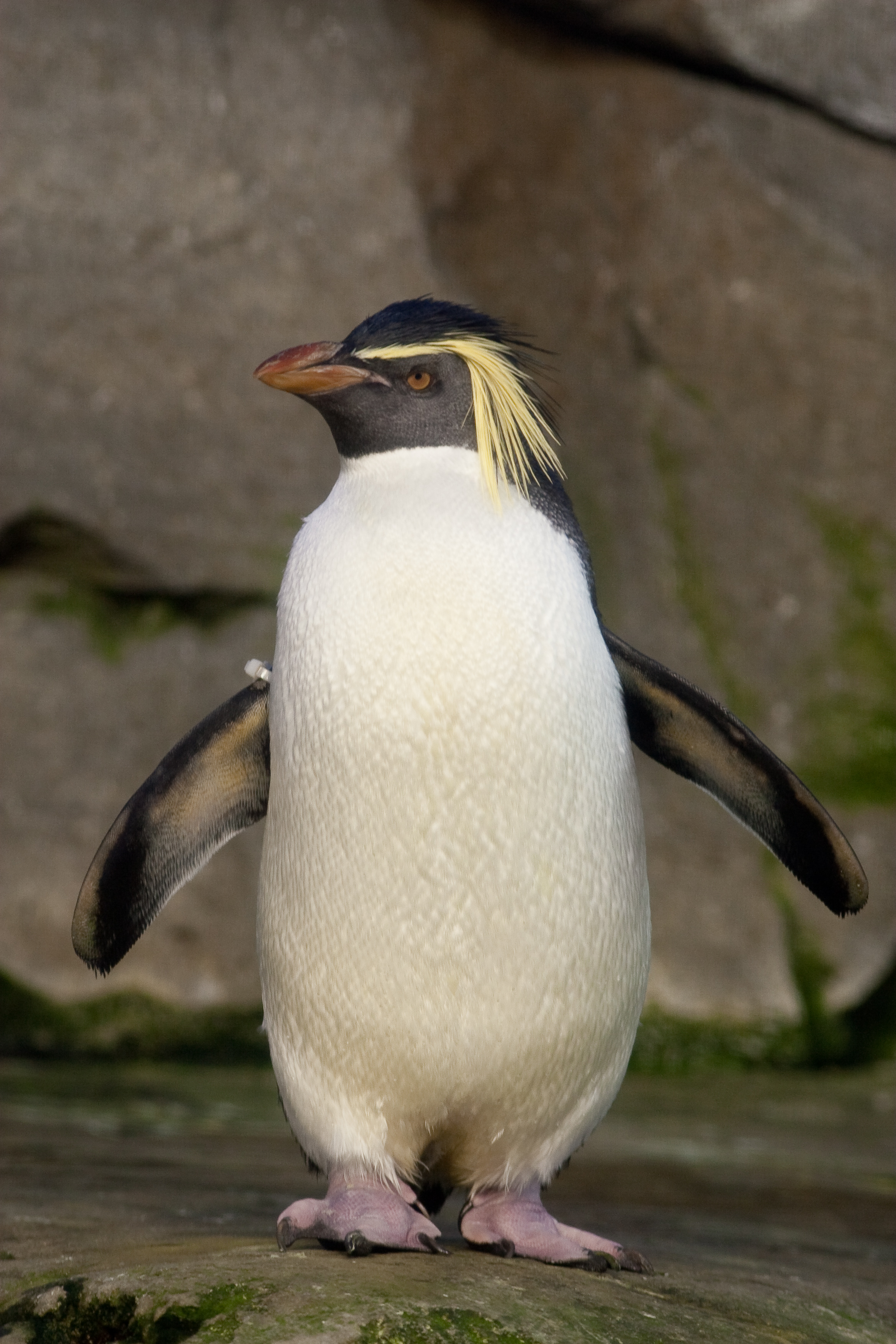
Tristanpinguin Eudyptes moseleyi, früher als Unterart des Felsenpinguins eingeordnet
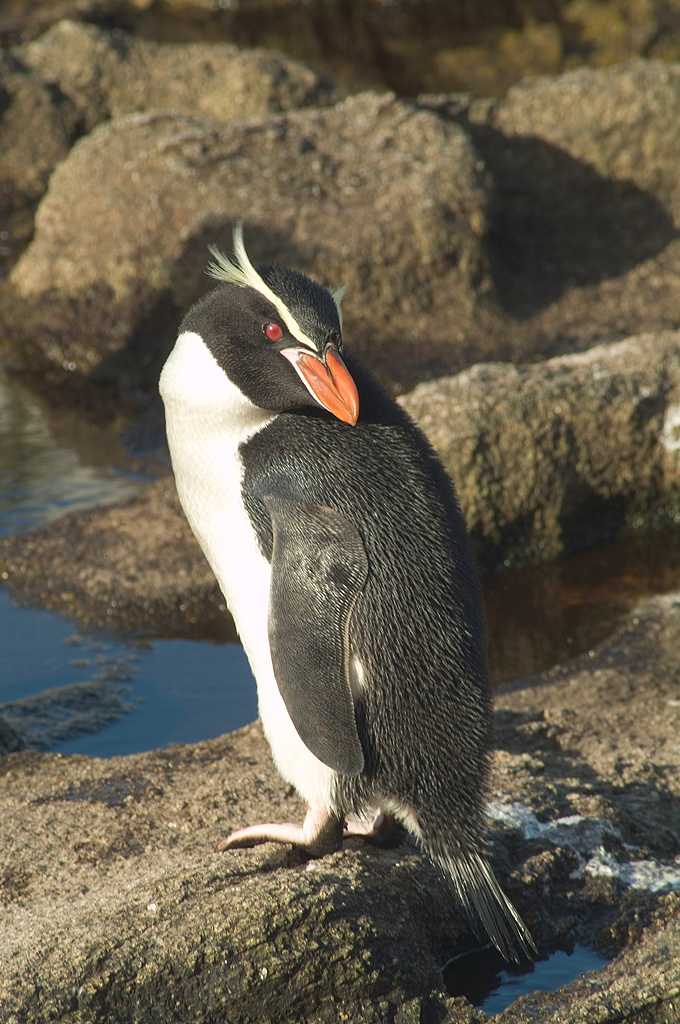
Snaresinselpinguin Eudyptes robustus
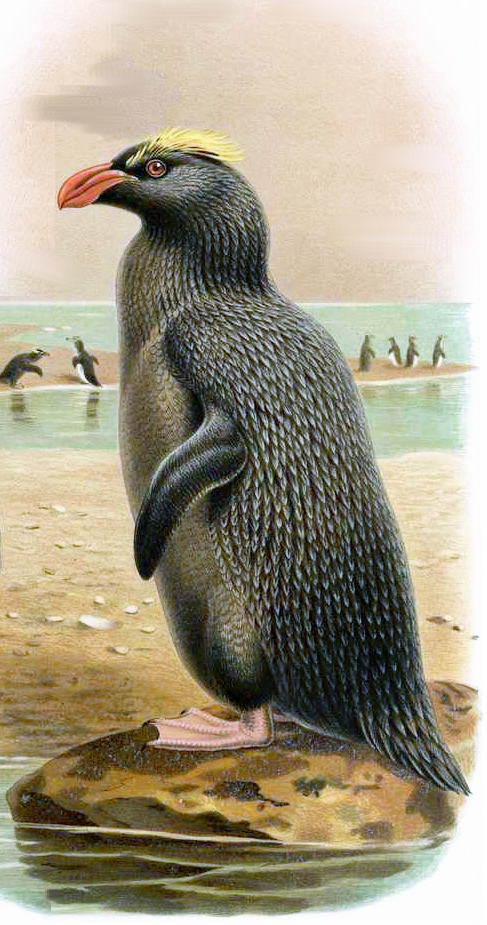
Kronenpinguin (Eudyptes sclateri)

## Belege

### Einzelbelege
1. ↑  Shirihai, S. 68
2. ↑  Shirihai, S. 68
3. ↑  Williams, S. 205